# Chiesa di Santa Maria delle Lacrime (Rocca San Casciano)
La chiesa di Santa Maria delle Lacrime è la parrocchiale di Rocca San Casciano, in provincia di Forlì-Cesena e diocesi di Forlì-Bertinoro; fa parte del vicariato di Acquacheta.

## Storia
La vecchia pieve era situata all'esterno del borgo, presso un podere successivamente detto proprio de La Pieve, ed era dedicata a san Cassiano di Imola.
In paese invece sorgeva una cappella alla quale era annesso un ospitale; quivi il 17 gennaio 1523 avvenne un fatto miracoloso, quando una raffigurazione della Vergine Maria iniziò a lacrimare, da cui il titolo Santa Maria delle Lacrime.
Sul finire del XVIII secolo si decise di abbandonare l'antica pieve, già gravemente danneggiata dal terremoto del 1661 e ormai ridotta in pessime condizioni.
Cosi, nel 1776, su impulso di don Ambrogio Tassinari, venne posta la prima pietra della nuova parrocchiale; i lavori di costruzione, ai quali s'interessò pure il granduca di Toscana Leopoldo II d'Asburgo-Lorena, terminarono nel 1784 con la benedizione della chiesa, celebrata il 26 ottobre, mentre la consacrazione venne impartita il 3 maggio 1787 dal vescovo di Bertinoro Francesco Maria Colombani.
Nel 1861 la chiesa fu lesionata da un sisma e ulteriori danni vennero riportati durante la Seconda Guerra Mondiale; questi ultimi furono sanati nel 1948.

## Descrizione

### Facciata

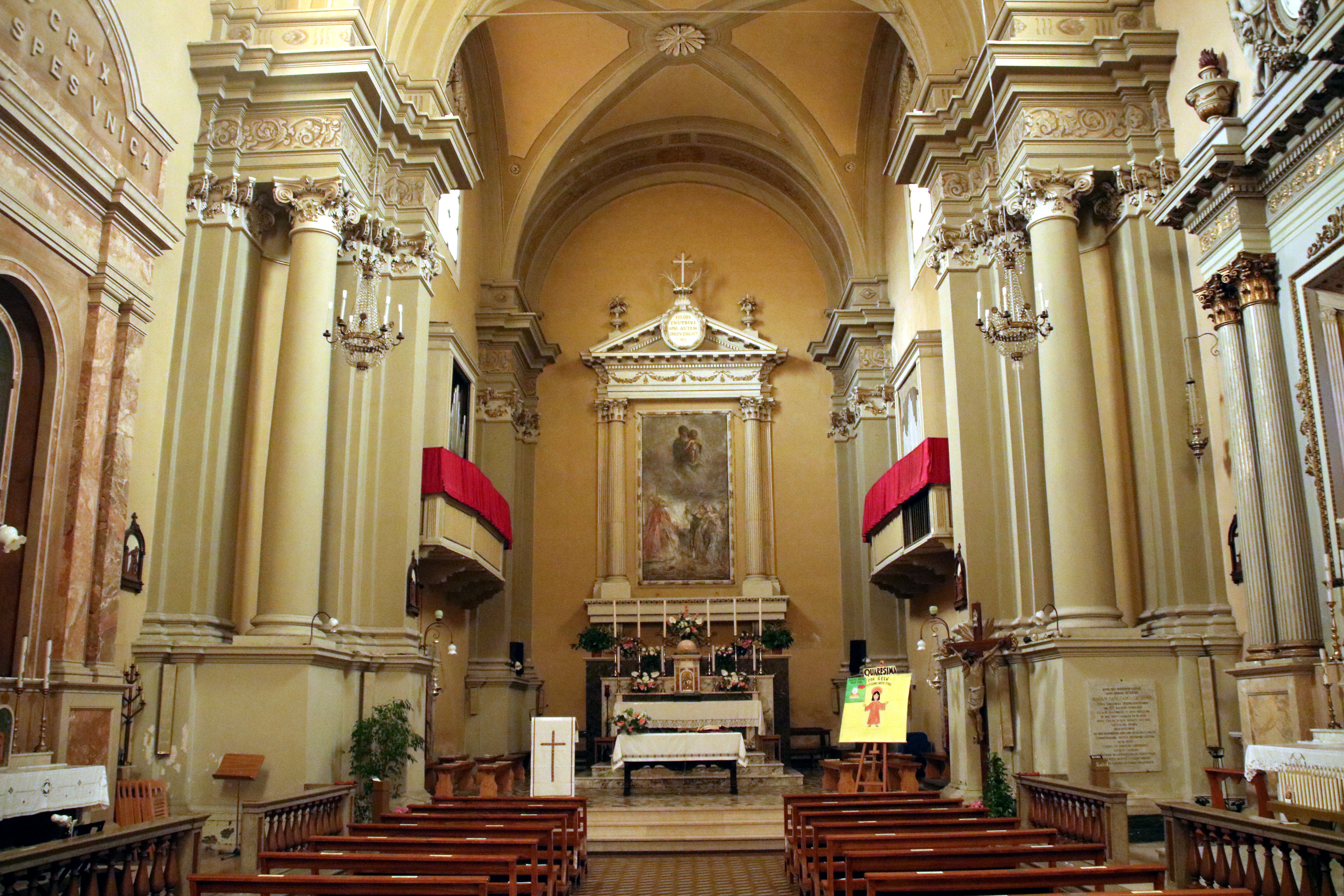
L'interno

La facciata della chiesa, a capanna, volge a oriente ed è suddivisa da una cornice marcapiano, dotata di uno stemma riportante la scritta "VERITATEM FACIENTES. CHARITATE", in due registri, entrambi abbelliti da cornici lisce aggettanti; quello inferiore presenta il portale d'ingresso, al quale s'accede tramite cinque scalini e sopra cui v'è l'epigrafe con le parole "D. O. M. / B. MARIAE V. A LACRIM. / ET. D. CASSIANO E. M. / SACRUM", mentre quello superiore, coronato dal timpano di forma triangolare, è caratterizzato da una finestra rettangolare.

### Interno
L'interno dell'edificio è costituito da una navata composta da tre campate, due delle quali sono voltate a botte, mentre la terza è coperta da volta a crociera.
Opere di pregio qui conservate sono l'altare della Beata Vergine di Lourdes, presso il quale v'è anche una riproduzione della Grotta di Lourdes, il bassorilievo miracoloso raffigurante la Beata Vergine delle Lacrime col Bambino, il quattrocentesco fonte battesimale e l'altare minore di San Giuseppe.